# Krystad
Krystad est une localité du comté de Nordland, en Norvège.

## Géographie
Administrativement, Krystad fait partie de la kommune de Flakstad.